# Lista posiadaczy WWE Tag Team Championship

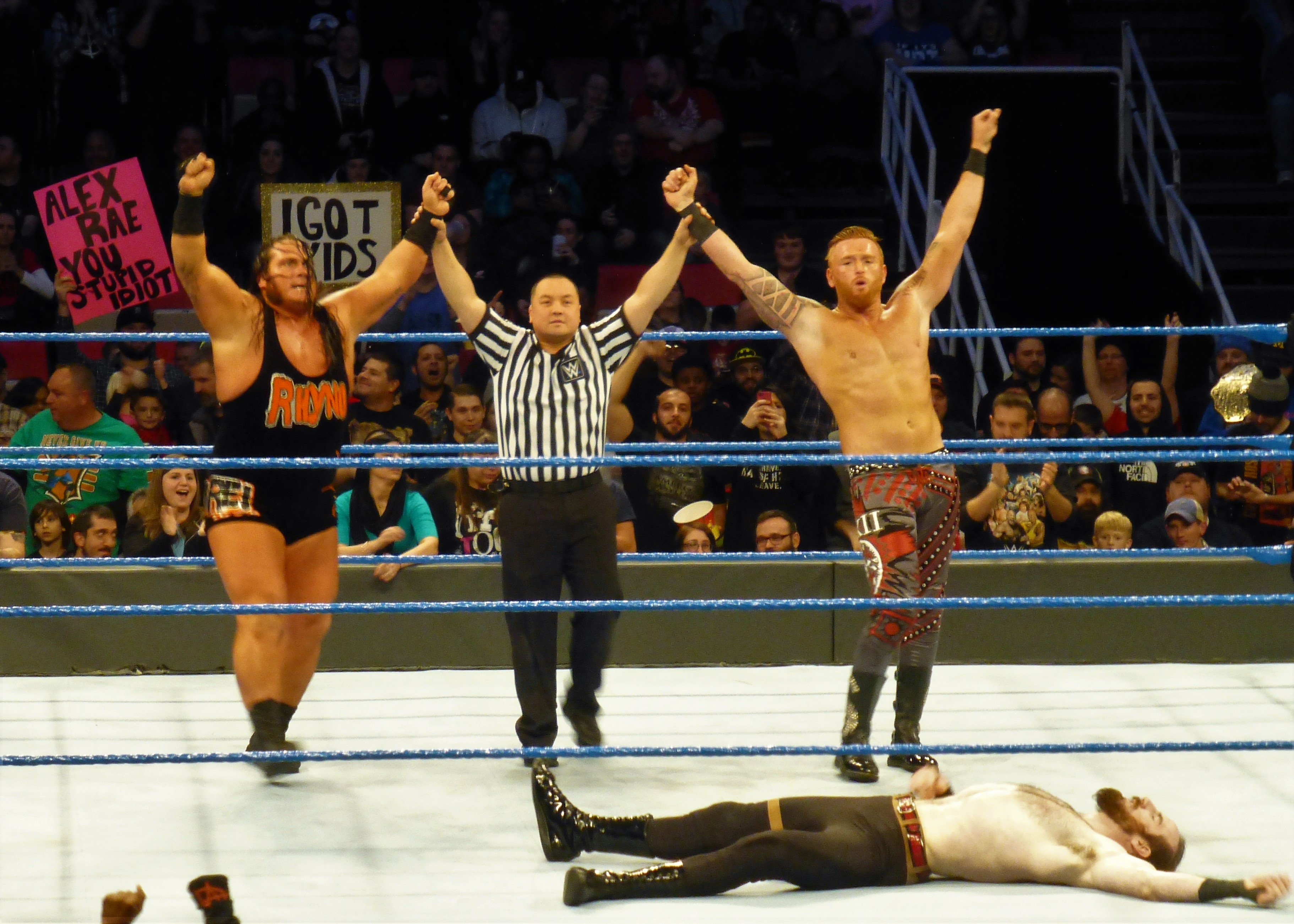
Inauguracyjni mistrzowie – Rhyno (po lewej) i Heath Slater (po prawej)

WWE Tag Team Championship to mistrzostwo przeznaczone dla tag teamów promowane przez amerykańską federację profesjonalnego wrestlingu WWE, które bronione jest przez stajnie należące do brandu SmackDown. Podobnie jak w przypadku większości tytułów mistrzowskich w wrestlingu, zdobywcy tytułu mistrzowskiego są wyłaniani na podstawie ustalonego wcześniej scenariusza.
W wyniku draftu, pod koniec lipca 2016, ówcześni posiadacze WWE Tag Team Championship The New Day zostali przeniesieni do brandu Raw, pozostawiając SmackDown bez mistrzostwa tag team. 23 sierpnia, tuż po gali SummerSlam generalny menedżer SmackDown Daniel Bryan, wraz z komisarzem SmackDown Shanem McMahonem ogłosili WWE SmackDown Tag Team Championship, którego inauguracyjni posiadacze zostaną wyłonieni, w ośmiodrużynowym turnieju, którego finał odbędzie się na Backlash. Finał turnieju wygrali Heath Slater i Rhyno pokonując w finale The Usos.
Tytuł mistrzowski posiadało 24 drużyny (w tym 44 indywidualnych wrestlerów), które zdobyło tytuły. Pierwszymi mistrzami zostali Heath Slater i Rhyno, którzy pokonali The Usos w finale turnieju na gali Backlash z 11 września 2016. The Usos posiadali tytuły rekordowe 622 dni, zaś ich pięć panowań trwało łącznie 1002 dni. Siódme panowanie New Day jest najkrótsze i trwało 3 dni. Najstarszym mistrzem stał się Shane McMahon w wieku 49 lat, a najmłodszym jest Dominik Mysterio, który zdobył mistrzostwo w wieku 24 lat.
Obecnymi mistrzami są The Wyatt Sicks (Dexter Lumis i Joe Gacy), którzy są w swoim pierwszym panowaniu. Pokonali poprzednich mistrzów The Street Profits (Angelo Dawkinsa i Monteza Forda) na odcinku SmackDown, 11 lipca 2025.

## Historia tytułu

### Nazwy
| Nazwa                                | Lata                                |
| ------------------------------------ | ----------------------------------- |
| WWE SmackDown Tag Team Championship  | 23 sierpnia 2016 – 19 kwietnia 2024 |
| Undisputed WWE Tag Team Championship | 20 maja 2022 – 6 kwietnia 2024      |
| WWE Tag Team Championship            | od 19 kwietnia 2024                 |

### Panowania
| Nr        | Ogólny numer panowania                                                     |
| Panowanie | Liczba panowań konkretnego mistrza                                         |
| Dni       | Liczba dni panowania                                                       |
| Dni roz.  | Dni panowania, które są uznawane przez federację na jej oficjalnej stronie |
| +         | Oznacza, że liczba dni w posiadaniu wzrasta z kolejnym dniem               |

| Nr             | Mistrzowie                                               | Zmiana mistrza            | Zmiana mistrza                   | Zmiana mistrza          | Statystyki panowania | Statystyki panowania | Statystyki panowania | Notka | Odn.                        |
| Nr             | Mistrzowie                                               | Data                      | Gala                             | Miejsce                 | Panowanie            | Dni                  | Dni roz.             | Notka | Odn.                        |
| -------------- | -------------------------------------------------------- | ------------------------- | -------------------------------- | ----------------------- | -------------------- | -------------------- | -------------------- | --- | --------------------------- |
| WWE: SmackDown |                                                          |                           |                                  |                         |                      |                      |                      | |                             |
| 1              | Heath Slater i Rhyno                                     | 11 września 2016(dts)     | Backlash                         | Richmond, VA            | 1                    | 84                   | 83                   | Pokonali The Usos (Jey Uso i Jimmy Uso) w finale turnieju stając się inauguracyjnymi mistrzami. | [ 5 ]                       |
| 2              | The Wyatt Family (Bray Wyatt, Luke Harper i Randy Orton) | 4 grudnia 2016(dts)       | TLC: Tables, Ladders & Chairs    | Dallas, TX              | 1                    | 23                   | 23                   | Wyatt i Orton wygrali tytuły, lecz Harper również był uznawany za mistrza pod zasadą Freebird Rule. | [ 6 ]                       |
| 3              | American Alpha (Chad Gable i Jason Jordan)               | 27 grudnia 2016(dts)      | SmackDown Live                   | Rosemont, IL            | 1                    | 84                   | 83                   | Był to Fatal 4-way tag team elimination match, w którym brali również udział Heath Slater i Rhyno oraz The Usos (Jey Uso i Jimmy Uso). Luke Harper i Randy Orton reprezentowali The Wyatt Family. | [ 7 ]                       |
| 4              | The Usos (Jey Uso i Jimmy Uso)                           | 21 marca 2017(dts)        | SmackDown Live                   | Uncasville, CT          | 1                    | 124                  | 123                  | | [ 8 ]                       |
| 5              | The New Day (Big E, Kofi Kingston i Xavier Woods)        | 23 lipca 2017(dts)        | Battleground                     | Filadelfia, PA          | 1                    | 28                   | 27                   | Kingston i Woods wygrali tytuły, lecz Big E również był uznawany za mistrza pod zasadą Freebird Rule. | [ 9 ]                       |
| 6              | The Usos (Jey Uso i Jimmy Uso)                           | 20 sierpnia 2017(dts)     | SummerSlam Kickoff               | Brooklyn, NY            | 2                    | 23                   | 23                   | Big E i Xavier Woods reprezentowali The New Day. | [ 10 ]                      |
| 7              | The New Day (Big E, Kofi Kingston i Xavier Woods)        | 12 września 2017(dts)     | SmackDown                        | Las Vegas, NV           | 2                    | 26                   | 25                   | Był to Sin City Street Fight. Big E i Kingston wygrali tytuły, lecz Woods również był uznawany za mistrza pod zasadą Freebird Rule. | [ 11 ]                      |
| 8              | The Usos (Jey Uso i Jimmy Uso)                           | 8 października 2017(dts)  | Hell in a Cell                   | Detroit, MI             | 3                    | 182                  | 182                  | Był to Hell in a Cell match. Big E i Xavier Woods reprezentowali The New Day. | [ 12 ]                      |
| 9              | The Bludgeon Brothers (Harper (2) i Rowan)               | 8 kwietnia 2018(dts)      | WrestleMania 34                  | Nowy Orlean, LA         | 1                    | 135                  | 135                  | Był to Triple threat tag team match, w którym brali również udział The New Day (Big E i Kofi Kingston). Harper był wcześniej znany jako Luke Harper. | [ 13 ]                      |
| 10             | The New Day (Big E, Kofi Kingston i Xavier Woods)        | 21 sierpnia 2018(dts)     | SmackDown Live                   | Brooklyn, NY            | 3                    | 56                   | 55                   | Był to No Disqualification match. Kingston i Woods wygrali tytuły, lecz Big E również był uznawany za mistrza pod zasadą Freebird Rule. | [ 14 ]                      |
| 11             | The Bar (Cesaro i Sheamus)                               | 16 października 2018(dts) | SmackDown 1000                   | Waszyngton, D.C.        | 1                    | 103                  | 102                  | Big E i Xavier Woods reprezentowali The New Day. | [ 15 ]                      |
| 12             | The Miz i Shane McMahon                                  | 27 stycznia 2019(dts)     | Royal Rumble                     | Phoenix, AZ             | 1                    | 21                   | 21                   | | [ 16 ]                      |
| 13             | The Usos (Jey Uso i Jimmy Uso)                           | 17 lutego 2019(dts)       | Elimination Chamber              | Houston, TX             | 4                    | 51                   | 51                   | | [ 17 ]                      |
| 14             | The Hardy Boyz (Jeff Hardy i Matt Hardy)                 | 9 kwietnia 2019(dts)      | SmackDown Live                   | Brooklyn, NY            | 1                    | 21                   | 20                   | | [ 18 ]                      |
| —              | Wakat                                                    | 30 kwietnia 2019(dts)     | SmackDown Live                   | Columbus, OH            | —                    | —                    | —                    | The Hardy Boyz (Jeff Hardy i Matt Hardy) zwakowali tytuł po tym jak Jeff doznał kontuzji kolana. | [ 19 ]                      |
| 15             | Daniel Bryan i Rowan (2)                                 | 7 maja 2019(dts)          | SmackDown Live                   | Louisville, KY          | 1                    | 68                   | 68                   | Pokonali The Usos (Jey Uso i Jimmy Uso) w walce o zwakowany tytuł. | [ 20 ]                      |
| 16             | The New Day (Big E, Kofi Kingston i Xavier Woods)        | 14 lipca 2019(dts)        | Extreme Rules                    | Filadelfia, PA          | 4                    | 63                   | 62                   | Był to Triple threat tag team match, w którym brali również udział Heavy Machinery (Otis i Tucker). Big E i Woods wygrali tytuły. W tym samym czasie, Kingston był WWE Championem i nie był uznawany jako Tag Team champion z Big E i Woodsem, ale po tym jak The New Day wygrało swój szósty tytuł 17 kwietnia 2020, Kingston został uznany za mistrza pod zasadą Freebird Rule. | [ 21 ] [ 22 ] [ 23 ] [ 24 ] |
| 17             | The Revival (Dash Wilder i Scott Dawson)                 | 15 września 2019(dts)     | Clash of Champions               | Charlotte, NC           | 1                    | 54                   | 54                   | Big E i Xavier Woods reprezentowali The New Day. | [ 25 ]                      |
| 18             | The New Day (Big E, Kofi Kingston i Xavier Woods)        | 8 listopada 2019(dts)     | SmackDown                        | Manchester, Anglia      | 5                    | 111                  | 110                  | Big E i Kingston wygrali tytuły. W tym samym czasie, Woods był nieaktywny z powodu kontuzji i nie był uznawany za mistrza z Big E i Kingstonem, ale po tym jak The New Day wygrało swój szósty tytuł 17 kwietnia 2020, Woods został uznany za mistrza pod zasadą Freebird Rule. | [ 26 ]                      |
| 19             | The Miz (2) i John Morrison                              | 27 lutego 2020(dts)       | Super ShowDown                   | Rijad, Arabia Saudyjska | 1                    | 50                   | 50                   | Big E i Kofi Kingston reprezentowali The New Day. | [ 27 ]                      |
| 20             | The New Day (Big E, Kofi Kingston i Xavier Woods)        | 17 kwietnia 2020(dts)     | SmackDown                        | Orlando, FL             | 6                    | 93                   | 92                   | Był to Triple threat match, pomiędzy Big E reprezentującego The New Day, Jeyem Uso reprezentującego The Usos i The Mizem reprezentującego siebie i Johna Morrisona. Podczas tego panowania, Woods był nieaktywny z powodu kontuzji, ale został uznany za mistrza pod zasadą Freebird Rule. | [ 28 ]                      |
| 21             | Shinsuke Nakamura i Cesaro (2)                           | 19 lipca 2020(dts)        | The Horror Show at Extreme Rules | Orlando, FL             | 1                    | 82                   | 82                   | Był to Tables match. Big E i Kofi Kingston reprezentowali The New Day. | [ 29 ]                      |
| 22             | The New Day (Kofi Kingston i Xavier Woods)               | 9 października 2020(dts)  | SmackDown                        | Orlando, FL             | 7                    | 3                    | 2                    | Podczas draftu Woods i Kingston wygrali tytuły (zgodnie z zasadą Freebird Rule), ale następnie drużyna została odłączona od Big E przenosząc się na Raw (a Big E do SmackDown), przerywając zasadę. | [ 30 ]                      |
| 23             | The Street Profits (Angelo Dawkins i Montez Ford)        | 12 października 2020(dts) | Raw                              | Orlando, FL             | 1                    | 88                   | 88                   | Na skutek draftu ówcześni posiadacze SmackDown Tag Team Championship The New Day zostali przeniesieni na Raw, natomiast posiadacze Raw Tag Team Championship The Street Profits otrzymali transfer na SmackDown. Aby utrzymać oba tytuły na swoich brandach obie drużyny wymieniły się mistrzostwami. | [ 31 ]                      |
| 24             | Dolph Ziggler i Robert Roode                             | 8 stycznia 2021(dts)      | SmackDown                        | St. Petersburg, FL      | 1                    | 129                  | 128                  | | [ 32 ]                      |
| 25             | Rey Mysterio i Dominik Mysterio                          | 16 maja 2021(dts)         | WrestleMania Backlash            | Tampa, FL               | 1                    | 63                   | 62                   | | [ 33 ]                      |
| 26             | The Usos (Jey Uso i Jimmy Uso)                           | 18 lipca 2021(dts)        | Money in the Bank Kickoff        | Fort Worth, TX          | 5                    | 622                  | 622                  | Na odcinku SmackDown 20 maja 2022, The Usos pokonali Raw Tag Team Championów RK-Bro (Randy’ego Ortona i Riddle’a) w Winners Take All matchu. Dzięki temu byli uznawani jako Undisputed WWE Tag Team Championi. Oficjalna historia tytułów WWE błędnie podaje, że ich panowanie zakończyło się 2 kwietnia 2023 roku. | [ 34 ] [ 35 ]               |
| 27             | Kevin Owens i Sami Zayn                                  | 1 kwietnia 2023(dts)      | WrestleMania 39 Noc 1            | Inglewood, CA           | 1                    | 154                  | 153                  | Ta walka była również o Raw Tag Team Championship The Usos. | [ 36 ]                      |
| 28             | The Judgment Day (Finn Bálor i Damian Priest)            | 2 września 2023(dts)      | Payback                          | Pittsburgh, PA          | 1                    | 35                   | 35                   | Był to Steel City Street Fight, który był również o Raw Tag Team Championship Kevina Owensa i Samiego Zayna. | [ 37 ]                      |
| 29             | Cody Rhodes i Jey Uso                                    | 7 października 2023(dts)  | Fastlane                         | Indianapolis, IN        | 1 (1, 6)             | 9                    | 9                    | Ta walka była również o Raw Tag Team Championship The Judgment Day. | [ 38 ]                      |
| 30             | The Judgment Day (Finn Bálor i Damian Priest)            | 16 października 2023(dts) | Raw                              | Oklahoma City, OK       | 2                    | 173                  | 172                  | Ta walka była również o Raw Tag Team Championship Cody’ego Rhodesa i Jeya Uso. | [ 39 ]                      |
| 31             | A-Town Down Under (Austin Theory i Grayson Waller)       | 6 kwietnia 2024(dts)      | WrestleMania XL Noc 1            | Filadelfia, PA          | 1                    | 90                   | 90                   | Był to Six-Pack Tag Team Ladder match również o Raw Tag Team Championship, w którym brali również udział The Awesome Truth (R-Truth i The Miz), #DIY (Johnny Gargano i Tommaso Ciampa), The New Day (Kofi Kingston i Xavier Woods) oraz New Catch Republic (Pete Dunne i Tyler Bate). Obydwa zestawy tytułów zawieszono oddzielnie nad ringiem, a walka toczyła się aż do zdobycia obu zestawów tytułów. R-Truth i The Miz wygrali Raw Tag Team Championship, podczas gdy Theory i Waller zdobyli SmackDown Tag Team Championship. 19 kwietnia 2024 zmieniono nazwę pasów ze SmackDown Tag Team Championship na WWE Tag Team Championship. | [ 40 ]                      |
| 32             | #DIY (Johnny Gargano i Tommaso Ciampa)                   | 5 lipca 2024(dts)         | SmackDown                        | Toronto, ON, Kanada     | 1                    | 28                   | 28                   | | [ 41 ]                      |
| 33             | The Bloodline (Tama Tonga i Jacob Fatu/Tonga Loa)        | 2 sierpnia 2024(dts)      | SmackDown                        | Cleveland, OH           | 1                    | 84                   | 84                   | Tama Tonga i Jacob Fatu pierwotnie zdobyli mistrzostwo, ale lider Bloodline, Solo Sikoa, nakazał Fatu zrzec się swojej połowy tytułu na rzecz innego członka Bloodline, Tonga Loa (który wraz z Tamą tworzy drużynę The Tongans) 23 sierpnia w odcinku SmackDown, aby Fatu mógł zostać osobistym egzekutorem Sikoa; WWE uznaje to za pojedyncze nieprzerwane panowanie The Bloodline. | [ 42 ] [ 43 ]               |
| 34             | The Motor City Machine Guns (Alex Shelley i Chris Sabin) | 25 października 2024(dts) | SmackDown                        | Brooklyn, NY            | 1                    | 42                   | 42                   | | [ 44 ]                      |
| 35             | #DIY (Johnny Gargano i Tommaso Ciampa)                   | 6 grudnia 2024(dts)       | SmackDown                        | Minneapolis, MN         | 2                    | 98                   | 98                   | | [ 45 ]                      |
| 36             | The Street Profits (Angelo Dawkins i Montez Ford)        | 14 marca 2025(dts)        | SmackDown                        | Barcelona, Hiszpania    | 2                    | 119                  | 119                  | | [ 46 ]                      |
| 37             | The Wyatt Sicks (Dexter Lumis i Joe Gacy)                | 11 lipca 2025(dts)        | SmackDown                        | Nashville, TN           | 1                    | 20+                  | 20+                  | | [ 4 ]                       |

## Łączna liczba panowań
Na stan z 31 lipca 2025
| † | Oznaczenie obecnych mistrzów |

### Drużynowo
| Miejsce | Drużyna                                                  | Liczba panowań | Łączna liczba dni | Łączna liczba dni według WWE |
| ------- | -------------------------------------------------------- | -------------- | ----------------- | ---------------------------- |
| 1       | The Usos (Jey i Jimmy Uso)                               | 5              | 1002              | 1001                         |
| 2       | The New Day (Big E, Kofi Kingston i Xavier Woods)        | 6              | 376               | 375                          |
| 3       | The Judgment Day (Finn Bálor i Damian Priest)            | 2              | 208               | 207                          |
| 4       | The Street Profits (Angelo Dawkins i Montez Ford)        | 2              | 207               | 207                          |
| 5       | Kevin Owens i Sami Zayn                                  | 1              | 154               | 153                          |
| 6       | The Bludgeon Brothers (Harper i Rowan)                   | 1              | 135               | 135                          |
| 7       | Dolph Ziggler i Robert Roode                             | 1              | 128               | 127                          |
| 8       | #DIY (Johnny Gargano i Tommaso Ciampa)                   | 2              | 126               | 126                          |
| 9       | The Bar (Ceasro i Sheamus)                               | 1              | 103               | 102                          |
| 10      | A-Town Down Under (Austin Theory i Grayson Waller)       | 1              | 90                | 90                           |
| 11      | The Bloodline (Tama Tonga i Jacob Fatu/Tonga Loa)        | 1              | 84                | 84                           |
| 12      | American Alpha (Chad Gable i Jason Jordan)               | 1              | 84                | 83                           |
| 12      | Heath Slater i Rhyno                                     | 1              | 84                | 83                           |
| 14      | Shinsuke Nakamura i Cesaro                               | 1              | 82                | 82                           |
| 15      | Daniel Bryan i Rowan                                     | 1              | 68                | 68                           |
| 16      | Rey Mysterio i Dominik Mysterio                          | 1              | 63                | 62                           |
| 17      | The Revival (Dash Wilder i Scott Dawson)                 | 1              | 54                | 54                           |
| 18      | The Miz i John Morrison                                  | 1              | 50                | 50                           |
| 19      | The Motor City Machine Guns (Alex Shelley i Chris Sabin) | 1              | 42                | 42                           |
| 20      | The Wyatt Family (Bray Wyatt, Luke Harper i Randy Orton) | 1              | 23                | 23                           |
| 21      | The Hardy Boyz (Jeff Hardy i Matt Hardy)                 | 1              | 21                | 20                           |
| 21      | The Miz i Shane McMahon                                  | 1              | 21                | 21                           |
| 23      | The Wyatt Sicks † (Dexter Lumis i Joe Gacy)              | 1              | 20+               | 20+                          |
| 24      | Cody Rhodes i Jey Uso                                    | 1              | 9                 | 9                            |

### Indywidualnie
| Miejsce | Wrestler          | Liczba panowań | Łączna liczba dni | Łączna liczba dni według WWE |
| ------- | ----------------- | -------------- | ----------------- | ---------------------------- |
| 1       | Jey Uso           | 6              | 1011              | 1010                         |
| 2       | Jimmy Uso         | 5              | 1002              | 1001                         |
| 3       | Kofi Kingston     | 7              | 380               | 373                          |
| 3       | Xavier Woods      | 7              | 380               | 373                          |
| 5       | Big E             | 6              | 377               | 371                          |
| 6       | Finn Bálor        | 2              | 208               | 207                          |
| 6       | Damian Priest     | 2              | 208               | 207                          |
| 8       | Angelo Dawkins    | 2              | 207               | 207                          |
| 8       | Montez Ford       | 2              | 207               | 207                          |
| 10      | Rowan             | 2              | 203               | 203                          |
| 11      | Cesaro            | 2              | 185               | 184                          |
| 12      | Luke Harper       | 2              | 158               | 158                          |
| 13      | Kevin Owens       | 1              | 154               | 153                          |
| 13      | Sami Zayn         | 1              | 154               | 153                          |
| 15      | Dolph Ziggler     | 1              | 128               | 127                          |
| 15      | Robert Roode      | 1              | 128               | 127                          |
| 17      | Johnny Gargano    | 1              | 126               | 126                          |
| 17      | Tommaso Ciampa    | 1              | 126               | 126                          |
| 19      | Sheamus           | 1              | 103               | 102                          |
| 20      | Austin Theory     | 1              | 90                | 90                           |
| 20      | Grayson Waller    | 1              | 90                | 90                           |
| 22      | Tama Tonga        | 1              | 84                | 84                           |
| 23      | Chad Gable        | 1              | 84                | 83                           |
| 23      | Heath Slater      | 1              | 84                | 83                           |
| 23      | Jason Jordan      | 1              | 84                | 83                           |
| 23      | Rhyno             | 1              | 84                | 83                           |
| 27      | Shinsuke Nakamura | 1              | 82                | 82                           |
| 28      | The Miz           | 2              | 71                | 71                           |
| 29      | Daniel Bryan      | 1              | 68                | 68                           |
| 30      | Tonga Loa         | 1              | 63                | 63                           |
| 31      | Dominik Mysterio  | 1              | 63                | 62                           |
| 31      | Rey Mysterio      | 1              | 63                | 62                           |
| 33      | Dash Wilder       | 1              | 54                | 54                           |
| 33      | Scott Dawson      | 1              | 54                | 54                           |
| 35      | John Morrison     | 1              | 50                | 50                           |
| 36      | Alex Shelley      | 1              | 42                | 42                           |
| 36      | Chris Sabin       | 1              | 42                | 42                           |
| 38      | Bray Wyatt        | 1              | 23                | 23                           |
| 38      | Randy Orton       | 1              | 23                | 23                           |
| 40      | Shane McMahon     | 1              | 21                | 21                           |
| 40      | Jacob Fatu        | 1              | 21                | 21                           |
| 40      | Jeff Hardy        | 1              | 21                | 20                           |
| 40      | Matt Hardy        | 1              | 21                | 20                           |
| 44      | Joe Gacy †        | 1              | 20+               | 20+                          |
| 44      | Dexter Lumis †    | 1              | 20+               | 20+                          |
| 46      | Cody Rhodes       | 1              | 9                 | 9                            |